# Cacodemonius quartus
Cacodemonius quartus es una especie de arácnido del orden Pseudoscorpionida de la familia Withiidae.

## Distribución geográfica
Se encuentra en México.